# Trava Zap
Na informática, Trava Zap ou trava-zap é o nome popular dado à falhas de travamento no aplicativo de bate-papo WhatsApp que ocorrem ao receber uma mensagem formada por vários dígitos ou emojis, ou excesso de mensagens, podendo fazer a pessoa perder acesso ao aplicativo ou ocasionando a trava do telefone celular.

## História

### Descoberta
A falha foi descoberta no dia 1º de dezembro de 2014, conforme registros de um artigo sobre o assunto. A falha foi identificada por dois jovens pesquisadores de segurança independentes da Índia, Indrajeet Bhuyan e Saurav Kar, ambos com 17 anos na época. A falha ocorria devido a mensagens com limites específicos de caracteres, que, quando enviados, travavam o dispositivo e o aplicativo WhatsApp. Um desses limites envolvia mensagens com 2000 caracteres, compostas por caracteres especiais, enquanto outro limite, não confirmado, envolvia mensagens de mais de 7MB, que causavam o travamento. Após a descoberta, os pesquisadores relataram o problema ao WhatsApp, que corrigiu a falha em uma atualização subsequente.
Em 22 de dezembro de 2015, Bhuyan publicou um vídeo em seu canal no YouTube, demonstrando uma nova falha descoberta por ele. O vídeo mostrava o envio de uma sequência repetitiva de emojis no WhatsApp Web. Quando enviava de 4.200 a 4.400 caracteres de emojis, o aplicativo começava a travar, tornando-se impossível de ser aberto tanto no computador quanto no celular. A falha foi testada em diferentes dispositivos, com exceção do iOS, que geralmente não foi afetado.

### Popularidade
A primeira trava viralizou em 4 de maio de 2018, na Europa e nos EUA, sendo rapidamente adaptada e traduzida para o português brasileiro. A mensagem envolvia um emoji de esquilo e a frase "aperte no esquilo". Ao ser clicada, a mensagem travava o WhatsApp, possivelmente devido a um espaço em branco inserido antes do emoji, o que causava um processamento excessivo no aplicativo. Outra falha semelhante, com a mensagem "Nao toquem nesse botão negro!! <⚫>", também causava travamento ao ser clicada. Ambas as falhas se tornaram virais no Brasil, afetando muitos usuários, dando origem ao termo que ficou conhecido popularmente como "trava-zap".

### Bug em 2023
Em 26 de maio de 2023, uma nova vulnerabilidade foi descoberta, envolvendo o link "wa.me/settings". Quando enviado, o link, que deveria levar as configurações do aplicativo ao ser clicado, fazia com que o WhatsApp travasse tanto para o remetente quanto para o destinatário. Para usuários do Android, era necessário apagar a conversa ou acessar a versão web para apagar o link. O WhatsApp corrigiu essa falha semanas depois.

### Bloqueio ao uso de versões não oficiais
Em julho de 2023, o WhatsApp implementou um bloqueio contra versões modificadas do aplicativo, incluindo as versões "imunes" a travas. Os usuários que tentassem usar versões piratas recebiam uma mensagem informando que precisavam baixar a versão oficial. Essa medida resultou em uma grande migração de usuários para a versão oficial do WhatsApp, reduzindo significativamente a popularidade e o uso de trava-zap.
Em março de 2024, a mensagem de bloqueio implementada pelo WhatsApp começou a aparecer nas versões do aplicativo disponíveis na Play Store e na Apple Store. Usuários relataram rapidamente o problema na internet, com destaque para reclamações publicadas no site Reclame Aqui. Muitos alegaram que, mesmo utilizando a versão oficial do WhatsApp, recebiam a mensagem "Use o app oficial do WhatsApp para acessar sua conta".
Além disso, o aplicativo enviou uma notificação diretamente aos usuários, exibida na parte superior da tela inicial, alertando: "Mude para o WhatsApp. Você precisará usar o app oficial do WhatsApp para acessar essa conta em breve." No entanto, houve relatos de que a mensagem também aparecia para usuários da versão oficial do aplicativo, indicando uma possível falha técnica por parte da plataforma.

## Solução
Apagar o histórico de conversas é uma das formas de solucionar a falha, além do uso de backup outra maneira de proteger-se.

## Controvérsias
Segundo o Indrajeet Bhuyan essa falha pode ser usada em um ato cybercriminoso de chantagem, pois o trava-zap geralmente impossibilita o uso do aplicativo, semelhante ao que ocorre no golpe do ransomware. Esta falha pode influenciar o cyberbullying de acordo com as leis brasileiras 11 841 e 14 811 (2024).

## Criminalização
No Brasil, a lei nº 14 155 de 2021 caracteriza no artigo 171 a Fraude Eletrônica (ou Estelionato Digital) que pode ser penalizada de 4 a 8 anos.